# Igreja Nosso Senhor dos Passos (Cuiabá)
A Igreja Nosso Senhor dos Passos, é uma igreja católica localizada no centro histórico de Cuiabá, é um dos principais marcos religiosos e culturais da cidade.
Sua construção remonta ao século XVIII, e ela representa um importante exemplo da arquitetura barroca colonial no Brasil. A igreja é um dos templos mais antigos e significativos da capital mato-grossense, desempenhando um papel central nas tradições religiosas locais, especialmente nas celebrações da Semana Santa. Além de sua importância religiosa, a igreja está envolta em uma lenda popular que até hoje faz parte da memória coletiva da cidade.

## História

### Fundação e Contexto Histórico
A Igreja Nosso Senhor dos Passos, localizada no centro histórico de Cuiabá, foi construída em 1792 e é um dos marcos religiosos mais importantes da cidade. Sua fundação está associada ao crescimento da fé católica na região durante o período colonial, em um contexto de fortalecimento das tradições religiosas e de expansão urbana, uma cidade que, na época, vivia o auge da mineração de ouro.

### A Lenda da Construção da Igreja
A construção da Igreja Nosso Senhor dos Passos está cercada de uma das lendas mais conhecidas de Cuiabá. A história conta que Manuel Homem, um homem que teria sido enterrado vivo após sofrer de catalepsia, sobreviveu dentro do túmulo e fez uma promessa a Senhor dos Passos. Ele jurou que, se conseguisse escapar da morte, ele construiria uma igreja em sua homenagem. Após ser encontrado vivo, ele cumpriu a promessa e a igreja foi construída em 1792. Embora não haja confirmação histórica sobre os detalhes dessa história, a lenda é uma das mais fortes tradições orais da cidade, sendo transmitida de geração em geração como parte da identidade cultural de Cuiabá.

### Restaurações e Manutenção ao Longo dos Anos
Ao longo do tempo, a Igreja Nosso Senhor dos Passos passou por diversas reformas ao longo dos anos para preservar sua integridade estrutural e importância histórica. A primeira grande reforma ocorreu em 1886, sob a liderança do arcebispo Dom Carlos Luís D’Amour, que ampliou e remodelou a igreja, resultando na fachada que conhecemos hoje. Em 1913, o arquiteto Ruy Ramos foi responsável por uma modernização significativa, incluindo a renovação do altar e a restauração da decoração interna. Já em 1930, uma nova reforma trouxe a instalação de vitrais e a adaptação do espaço para a preservação de relíquias religiosas e históricas da cidade.
No início do século XXI, a igreja foi novamente restaurada, com o apoio do Instituto do Patrimônio Histórico e Artístico Nacional (IPHAN) e de outras entidades locais, visando preservar este patrimônio histórico e cultural de Cuiabá. Mais recentemente, em janeiro de 2023, a igreja iniciou sua quarta reforma estrutual desde a construção original, visando reparar danos estruturais e restaurar elementos arquitetônicos afetados pelo tempo. Essas obras, financiadas pelo edital MT Preservar do governo estadual, foram essenciais para manter a igreja como um símbolo da fé e da história de Cuiabá. Em setembro de 2023, a igreja foi reaberta ao público após a conclusão das obras de restauração, reafirmando seu papel central na vida religiosa e cultural de Cuiabá.

## Arquitetura

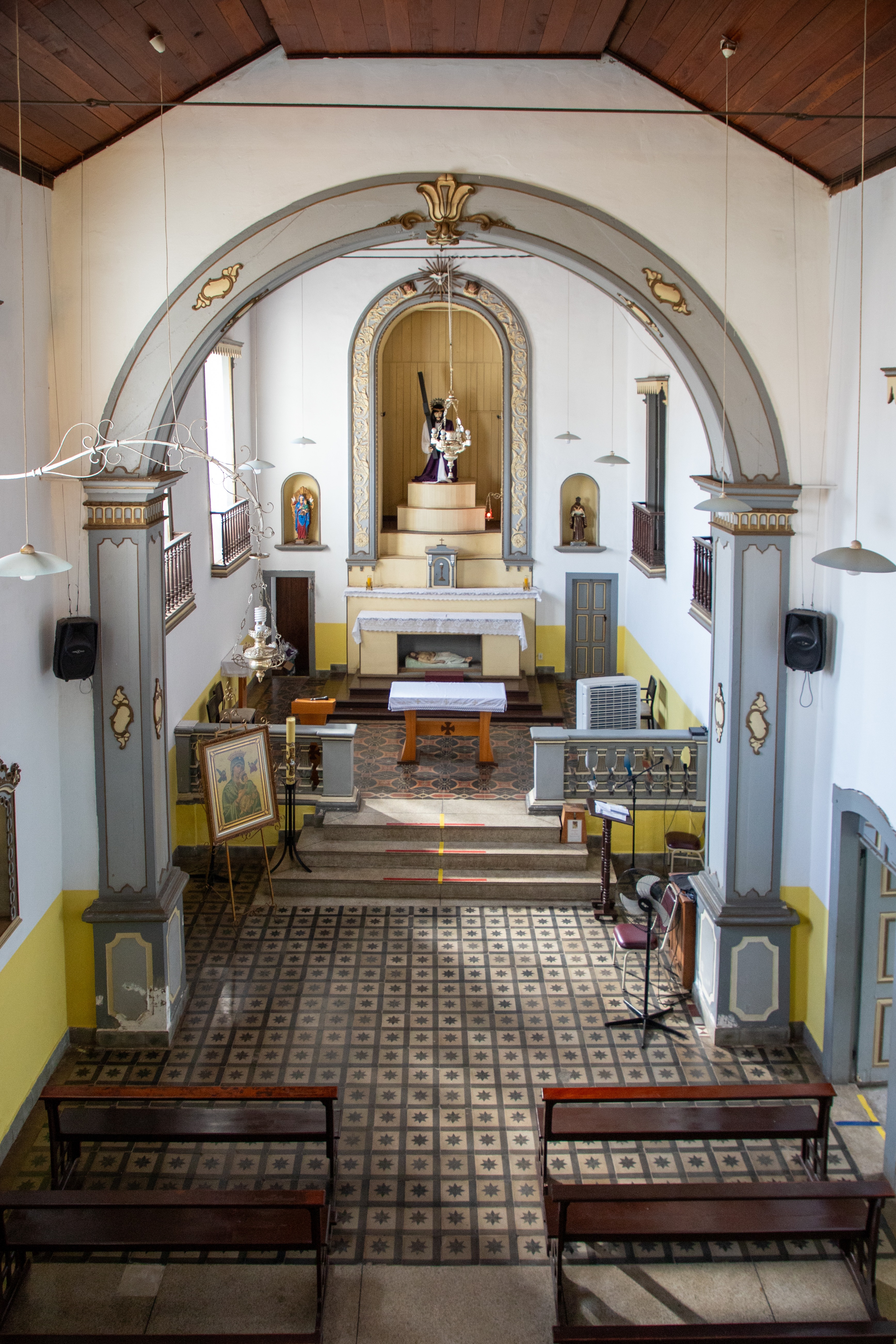
Altar da Igreja Nosso Senhor dos Passos

A Igreja Nosso Senhor dos Passos é um exemplar típico da arquitetura barroca colonial brasileira, com uma planta simples e funcional, característica das construções religiosas do período colonial. Sua fachada apresenta uma estrutura retangular, com um portão central e uma torre sineira modesta. A simplicidade da fachada contrasta com a riqueza dos detalhes internos, onde se destacam os altares trabalhados em madeira dourada e as imagens sacras que adornam o espaço.

### Características Internas
O interior da igreja é notável pela sua decoração detalhada e pelos elementos barrocos que marcam a época da sua construção. O altar é um dos principais elementos da igreja, com detalhes em dourado e madeira esculpida, destacando-se pela sua imponência e beleza. As paredes laterais abrigam altares dedicados a outros santos da devoção local, e as imagens sacras são um reflexo da profunda religiosidade dos habitantes de Cuiabá.
O templo também é conhecido pelos seus vitrais, que foram instalados durante a reforma de 1930. Esses vitrais coloridos representam cenas da vida de Cristo e são um dos elementos mais apreciados pelos visitantes. Outro destaque é o lustre central de cristal, que ilumina o espaço com sua beleza e sofisticação.

## Religião e Cultos

### Função Religiosa
A Igreja Nosso Senhor dos Passos sempre desempenhou um papel central nas celebrações religiosas de Cuiabá, sendo especialmente importante durante a Semana Santa. A Procissão do Senhor dos Passos, realizada na sexta-feira da Semana Santa, é uma das manifestações religiosas mais importantes da cidade. Nessa procissão, a imagem de Nosso Senhor dos Passos é carregada pelas ruas do centro histórico, simbolizando a paixão e morte de Cristo. A igreja também é sede de missas regulares, principalmente aos domingos, e de eventos especiais que atraem tanto fiéis quanto turistas.

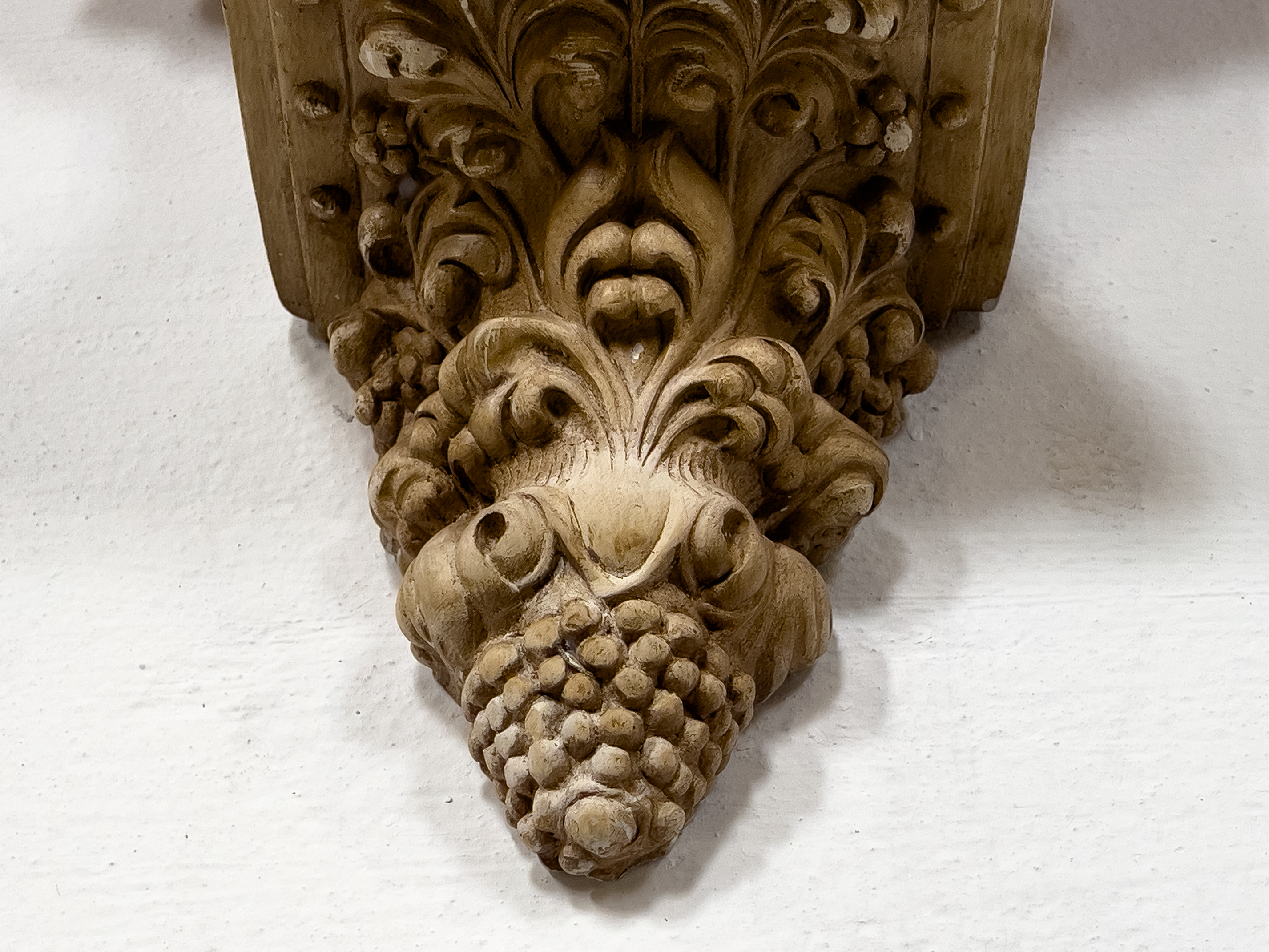
Exemplo de arte sacra presente na igreja

A devoção a Nosso Senhor dos Passos é muito forte em Cuiabá, e a igreja continua a ser um ponto de encontro para os membros da irmandade, que promovem atividades religiosas e culturais. Além disso, o templo guarda importantes relíquias da história local, incluindo imagens sacras e objetos litúrgicos de grande valor espiritual e histórico.

### Arte Sacra e Relíquias
O interior da igreja abriga diversas imagens de santos de grande importância para a religião católica, como Nossa Senhora das Dores, São João Evangelista e de Nosso Senhor dos Passos, que é o centro da devoção da igreja. A arte sacra na igreja reflete a rica tradição religiosa de Cuiabá, com peças que remontam ao período colonial e que continuam a atrair devotos e estudiosos de arte religiosa.

## Cultura e Turismo

### Importância Cultural

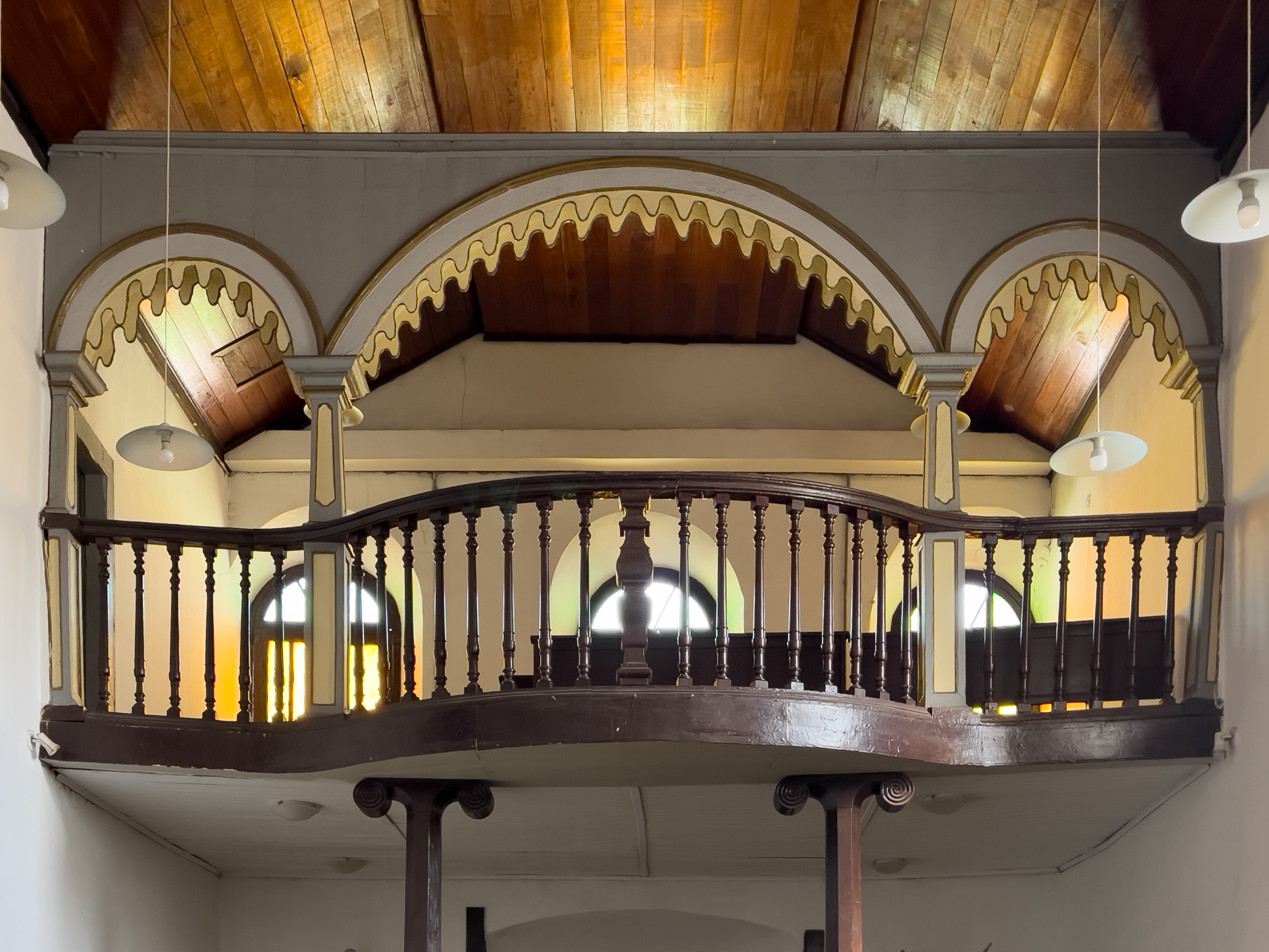
Arquitetura barroca no interior da igreja

A Igreja Nosso Senhor dos Passos é não apenas um centro religioso, mas também um importante patrimônio cultural de Cuiabá. Como um dos principais exemplos da arquitetura barroca na cidade, ela atrai turistas e estudiosos que visitam a cidade para conhecer mais sobre a história e a religiosidade de Cuiabá. O templo é parte integrante do centro histórico de Cuiabá, uma área tombada pelo IPHAN por seu valor arquitetônico e cultural.

### Atração Turística
Além da sua importância religiosa, a igreja é um dos principais pontos turísticos da cidade. Ela atrai visitantes que vêm conhecer sua história, arquitetura e as tradições religiosas que ainda são celebradas no local. A Semana Santa é o período de maior movimento, com a Procissão do Senhor dos Passos sendo o evento de maior destaque, atraindo milhares de fiéis e turistas de diversas partes do Brasil.

### Eventos e Festividades
A igreja também é palco de diversos eventos culturais, como concertos de música sacra, exposições de arte religiosa e apresentações de grupos culturais locais. Esses eventos ajudam a manter viva a tradição cultural de Cuiabá e atraem pessoas de diferentes regiões, consolidando a Igreja Nosso Senhor dos Passos como um ponto de convergência cultural e espiritual.